# قرار مجلس الأمن التابع للأمم المتحدة رقم 682
قرار مجلس الأمن التابع للأمم المتحدة رقم 682، الذي تم تبنيه بالإجماع في 21 ديسمبر / كانون الأول 1990، بعد التذكير بالقرار 186 (1964) وجميع القرارات المتعلقة بقبرص حتى آخر قرار رقم 680 (1990)، أعرب المجلس عن قلقه إزاء "الوضع المزمن والمتزايد باستمرار الأزمة المالية "التي تواجه قوة الأمم المتحدة لحفظ السلام في قبرص.
وفي هذا الصدد، دعا المجلس دراسة مشاكل تمويل القوة وسيقدم تقريرا بحلول 1 حزيران / يونيو 1991 بشأن هذه المسألة، بهدف تنفيذ طريقة بديلة لتمويل القوة. ولم ينظر أعضاء المجلس في سحب القوة من الجزيرة، مشيرين إلى ضرورتها باعتبارها مهمة حفظ سلام قيّمة.

## روابط خارجية
- نص القرار في undocs.org